# Wadstena
För andra betydelser, se Vadstena (olika betydelser).
Wadstena levererades 1858 från Motala Verkstad i Motala med namnet Wadstena till Wadstena Ångfartygs Bolag i Vadstena. Fartygets varvsnummer var 65. Skrovet var av järn.
| Fartygsdata                              | MV:s förteckning lev prod |
| ---------------------------------------- | ------------------------- |
| Längd öa                                 | 106,92 fot                |
| Bredd                                    | 22,00 fot                 |
| Höjd köl-underkant reling midskepps      | 13,75 fot                 |
| Höjd köl-underkant däckets bordvartskant | 10,54 fot                 |

| Fartygsdata | Vid leverans från varv |
| ----------- | ---------------------- |
| Längd öa    | 31,74 meter            |
| Bredd       | 6,54 meter             |
| Djupgående  | 2,82 meter             |
| Brt/Nrt     | 208/153 ton            |

Fartyget var ursprungligen utrustat med en tvåcylindrig compoundångmaskin, maskin nr 125, om 70 nom hk tillverkad vid Motala Verkstad i Motala.
Fartygets byggkostnad var 93 000 rdr rmt.
Fartyget inhyrdes av Motala Ströms Ångfartygs AB från 1873 och inköptes 1878.

## Historik
- 1854	22 november. Fartyget beställdes av Wadstena Ångfartygs Bolag (J G Stenberg) i  	Vadstena. Fartyget var avsett att levereras 1856.
- 1858	Fartyget levererades till Wadstena Ångfartygs Bolag. Fartygets namn var Wadstena.  	Hon sattes i trafik på linjen Stockholm-Göteborg och mellanliggande hamnar längs  	Göta kanal.
- 1871	Fartyget förbyggdes.
- 1874	Ångmaskinen byttes ut mot en ångmaskin om 180 hk.
- 1877	Fartyget såldes på auktion. Inropades av grosshandlare J G Stenberg(!).
- 1878	Fartyget köptes av Motala Ströms Ångfartygs AB och döptes om till Vadstena,  	W blev V. Kostnad 70 000 kr. Det sattes i trafik på linjen Stockholm-Göteborg och 	mellanliggande hamnar längs Göta kanal. *1887	Fartyget rustades upp, döptes om till Arboga II och sattes in på linjen Stockholm- 	Kungsör-Arboga.
- 1889	Vintern 1888-1889. Fartyget byggdes om till ett modernt passagerarfartyg vid  	Långholmens Warf & Mekaniska i Stockholm. Det döptes om till Astrea och sattes  	åter i trafik på Göta kanal på linjen Stockholm-Göteborg.
- 1899	Ångmaskinen byttes åter ut. Nu mot en tvåcylindrig compoundångmaskin om 250 hk  	tillverkad vid Bergsunds Mekaniska Verkstad i Nacka, Stockholm. Denna gav  	fartyget en fart av 10 knop. Även en ny ångpanna installerades.
- 1911	11 maj. Fartyget köptes av Ångfartygs AB Bore i Åbo i Finland. Det döptes om till  	Delet. Trafikerade linjen Åbo-Mariehamn.
- 1916	3 maj. Fartyget rekvirerades av kejserliga ryska marinen. Det återlämnades under  	hösten samma år.
- 1917	16 april. Fartyget köptes av Arthur Lindblad i Åbo, Finland. Fartyget trafikerade  	linjen Hanko-Helsingfors-Viborg. 1917	Fartyget köptes av Mainio E Grönroos.
- 1919	9 december. Fartyget köptes av Lovisa Ångfartygs AB i Lovisa, Finland. Fartyget  	trafikerade linjen Helsingfors-Lovisa-Viborg.
- 1921	22 april. Fartyget döptes om till Ulrika.
- 1923	20 mars. Fartyget köptes av Ångfartygs AB Kusten i Åbo (Mainio & Grönroos),  	Finland. Det återfick sitt namn Delet. Fartyget byggdes om. Brt/Nrt blev 315/108  	ton. Sattes in på linjen Åbo-Mariehamn.
- 1937	25 november. Fartyget gick under färd från Åbo till Mariehamn på grund vid  	Sottunga i Ålands skärgård. Fartyget läts stå kvar på grundet över vintern.
- 1938	24 april. Fartyget drogs av grundet. Det bogserades till Åbo, kondemnerades och  	såldes till Dalsbruk för att huggas upp.